# Велма (мультсериал)
«Ве́лма» (англ. Velma) — американский мультсериал для взрослых, основанный на персонаже Велмы Динкли из медиафраншизы «Скуби-Ду».
Премьера первого сезона, в котором вышло десять эпизодов, состоялась на стриминговом сервисе HBO Max 12 января 2023 года. Это первый сериал франшизы, в котором не появился персонаж Скуби-Ду в связи с требованиями студии. Второй сезон вышел 25 апреля 2024 года. 3 октября 2024 года вышел хэллоуинский спецвыпуск. 9 октября стало известно, что сериал закрыли.

## Синопсис
Сюжет сосредоточится на Велме Динкли и других членах корпорации «Тайна» до её официального основания, когда между ними возникает «любовный квадрат».

## Роли озвучивали

### Главные герои
- Минди Калинг — Велма Динкли[10], девушка-подросток, мечтающая стать детективом[11][12].
- Сэм Ричардсон — Норвилл Роджерс[13], лучший друг Велмы, влюблённый в неё[11][14].
- Констанс Ву — Дафни Блейк[15], популярная девушка и подруга Велмы, испытывающая по отношению к ней «сложные чувства»[14][16].
- Гленн Хоуэртон — Фред Джонс[17], подозревавшийся в убийстве 16-летний подросток из богатой семьи, в которого была влюблена Велма[11].

### Второстепенные персонажи
- Расселл Питерс — Аман, отец Велмы.
- Мелисса Фумеро — Софи, девушка Амана.
- Сарайю Блю[англ.] — Дия, ушедшая мать Велмы.
- Джейн Линч — Донна Блей, одна из двух матерей Дафни, работающая в полиции.
- Ванда Сайкс — Линда К, вторая мать Дафни, также полицейская.
- Черри Джонс — Виктория, мать Фреда.
- Фрэнк Уэлкер — Уильям, отец Фреда.
- Николь Байер — Блайт Роджерс, мать Шэгги.
- Стивен Рут — шериф Когбёрн, некомпетентный полицейский из Кулсвиля.
- Гэри Коул — Ламонт Роджерс, терапевт.
- Странный Эл Янкович — Перхотная труба
- Форчун Феймстер[англ.] — Олив, известная школьница.
- Ивонн Орджи[англ.] — Джиджи
- Минг-На Вен — Кэрролл
- Шей Митчелл — Бренда, привлекательная школьница.
- Дебби Райан — Криста, другая привлекательная школьница.
- Карл-Энтони Таунс — Жак Бо, привлекательный школьник-качок.
- Ванесса Уильямс — доктор Эдна Пердью, бабушка Норвилла.
- Джейсон Мандзукас — Скрэппи-Ду, подопытный проекта SCOOBI.
- Сара Рамирес — Эмбер, новая подруга Дафни.

Кроме того, Кен Люн и Кулап Вилейсек озвучили неназванные роли.

## Сезоны
| Сезон | Серии | Серии | Даты показа    | Даты показа     |
| Сезон | Серии | Серии | Первая серия   | Последняя серия |
| ----- | ----- | ----- | -------------- | --------------- |
| 1     | 10    | 10    | 12 января 2023 | 9 февраля 2023  |
| 2     | 10    | 10    | 25 апреля 2024 | 25 апреля 2024  |
| СП    | СП    | СП    | 3 октября 2024 | 3 октября 2024  |

## Эпизоды

### Сезон 1(2023)
| № | Название                                                                                  | Режиссёр          | Автор сценария                   |                |
| --- | ----------------------------------------------------------------------------------------- | ----------------- | -------------------------------- | -------------- |
| 1 | «Velma» «Велма»                                                                           | Энн Уокер Фаррель | Чарли Грэнди                     | 12 января 2023 |
| Велма начинает расследовать убийство Бренды, учившейся в её школе, но её преследуют галлюцинации монстра, поскольку она винит себя в исчезновении своей матери. Ей помогает Норвилл, которому она нравится. Велма полагает, что убийца Фред Джонс, парень её бывшей лучшей подруги Дафни; у Бренды были улики, доказывающие задержку полового развития Фреда. Его арестовывают, и Велма с Норвиллом находят труп Кристы, другой ученицы. |                                                                                           |                   |                                  |                |
| 2 | «The Candy (Wo)man» «Кэнди(ву)мен»                                                        | Кэл Рэмси         | Ашкара Секар                     | 12 января 2023 |
| Адвокатом Фреда становится отец Велмы. Она тем временем просит Дафни выкрасть папку с делом её матери у Донны и Линды. Велма узнаёт, что Дафни торгует наркотиками, и ей приходится работать на бывшую подругу, чтобы она помогла ей. Дафни говорит, что хочет заработать денег и нанять частного детектива для поиска её биологических родителей. Попавшись с поличным, они убегают от приёмных матерей Дафни и чувствуют, что нравятся друг другу. На последней продаже покупателем оказывается отец Велмы. В итоге она помогает ему оправдать Фреда, но тот оказывается опозорен из-за раскрытия недозрелости и признаётся, что мог бы убить тех девушек. Его осуждают. Дафни приносит дело мамы Велмы, и когда последняя снова видит галлюцинации, Дафни целует её, чтобы привести в норму, что видит пришедший с цветами Норвилл. |                                                                                           |                   |                                  |                |
| 3 | «Velma Kai» «Велма Кай»                                                                   | Мег Уолдоу        | Стефани Аманте-Риттер            | 19 января 2023 |
| В школе объявляют занятия по женской самообороне. Велма и Норвилл навещают Фреда в тюрьме, но их прогоняют из-за галлюцинаций девушки. Затем Велма и Дафни ругаются, выясняя отношения. Норвилл проводит психотерапию Фреду, пытаясь узнать, что случилось с мамой Велмы, но у него не получается. Велма и Дафни проходят в финал турнира по самообороне, и первая решает не драться, а раскрывает секреты подруги из её дневника, но ученики поддерживают Дафни, а не Велму. Вечером Велма приходит извиниться, и они остаются друзьями. |                                                                                           |                   |                                  |                |
| 4 | «Velma Makes a List» «Велма составляет список»                                            | Гина Гресс        | Элиджай Арон                     | 19 января 2023 |
| Убивают ещё одну девушку, когда Фред находился в тюрьме, поэтому его освобождают. Велме поручают составить список самых сексуальных девушек школы, потенциальных жертв. Пообщавшись с Фредом и разочаровавшись его мышлением, она даёт ему книгу «Загадка женственности». Мамы Дафни запирают дочь в комнате, и к ней приходит Норвилл, желая узнать, какие черты характера нравятся Велме. Неизвестный бросает в окно Дафни жеоду из кристальных пещер. Велма учит сексуальных девушек быть уродливыми, но в итоге они не меняются. Дафни вспоминает, что в младенчестве была в кристальной пещере, но Норвилл боится туда идти, и Дафни уезжает с ним. После того, как Велма помогла своей мачехе родить, к ней приходит Фред, восхищённый её поступком, но она отвергает его. В сцене после титров Норвилл случайно сталкивается с Джиджи в школе. |                                                                                           |                   |                                  |                |
| 5 | «Marching Band Sleepover» «Ночёвка с оркестром»                                           | Кэл Рэмси         | Мэтт Уорбертон                   | 26 января 2023 |
| В городе объявляют комендантский час. Норвилл начинает встречаться с Джиджи, и чтобы вернуть его Велма устраивает ночёвку с оркестром, в котором они состоят. Джиджи записывается туда же. Дафни узнаёт, что её биологическими родителями были члены банды бывших шахтёров. Велма выясняет, что её мать пропала, когда изучала дело безумной учёной, которая была бабушкой Норвилла. |                                                                                           |                   |                                  |                |
| 6 | «The Sins of the Fathers and Some of the Mothers» «Грехи наших отцов и некоторых матерей» | Мег Уодлоу        | Элиджай Арон и Дженна Симмонс    | 26 января 2023 |
| Директор Роджерс рассказывает Велме, как её мать, доктор Эдна Пердью, сошла с ума после работы над секретной программой по пересадке мозгов под названием Special COvert Operation Brain Initiative (сокращённо SCOOBI). У Велмы снова начинаются галлюцинации, и она приходит к выводу, что они появляются из-за её проблем с отцом. Она проводит с ним время, но в итоге разочаровывается, однако это помогает галлюцинациям уйти. Мать Норвилла рассказывает, что дом Джонсов раньше принадлежал Эдне, и её лаборатория может быть под ним. Вместе с Фредом и своим отцом Велма находит её, где они видят бумажку с надписью «Jinkies» с почерком Дии. Тем временем Дафна проводит время со своими биологическими родителями, но в итоге те лишь хотели использовать её для страховки от полиции, собираясь покинуть город с украденными кристаллами. Их останавливают и арестовывают Линда и Донна, и Дафни примиряется с мамами. |                                                                                           |                   |                                  |                |
| 7 | «Fog Fest» «Туманный фестиваль»                                                           | Мег Уодлоу        | Стефани Аманте-Риттер            | 2 февраля 2023 |
| Комендантский час отменяется из-за ежегодного фестиваля тумана. Родители Фреда хотят, чтобы их сын выиграл титул короля, и он просит Дафни пойти с ним. Велма обнаруживает на записке своей матери номер телефона и, позвонив по нему, понимает, что серийный убийца находится на фестивале. Поскольку девушкам не разрешается присутствовать там без партнёра, она маскируется под парня по имени Мэнни. Она замечает, что как к мужчине к ней относятся лучше, включая Дафни, которую привлекает Мэнни: она даже рассказывает «ему», как Велма игнорировала её в последнее время. Их выбирают королём и королевой фестиваля, но Фред раскрывает маскировку Велмы, однако тогда титул достаётся Норвиллу и Джиджи. Велма извиняется перед Дафни за то, что была плохой подругой, а затем появляется серийный убийца и нападает на них. Им удаётся сбежать, а убийца теряет свой телефон. В сцене после титров убийца похищает Фреда. |                                                                                           |                   |                                  |                |
| 8 | «A Velma in the Woods» «Велма в лесу»                                                     | Кэл Рэмси         | Мэтт Уорбертон и Стефани Джонсон | 2 февраля 2023 |
| Дафни помогает Велме взломать телефон серийного убийцы, и они видят фотографию из леса. Они планируют пойти туда на следующий день, но Дафни отказывается в последнюю минуту, решая провести время с Олив. Велма притворяется, что у неё снова галлюцинации. С Норвиллом они приходят в лесную хижину Джиджи, где последняя хотела уединиться со своим парнем. После герои падают на дно оврага, и их прижимает камень. Группа ругается, выясняя отношения, а затем проваливается ниже и обнаруживает пещеры, ведущие к логову серийного убийцы. Норвилл и Джиджи выбрались наружу, а Велма и Дафни нашли Фреда с мозгами убитых девушек, которые функционируют через устройство в банке. Пещера обрушается, и Велма падает в трещину, но её спасет прибывшая Дия. На своём фургоне она вывозит подростков из пещеры. |                                                                                           |                   |                                  |                |
| 9 | «Family (Wo)man» «Семьянин(ка)»                                                           | Мег Уодлоу        | Чарли Грэнди и Элиджай Арон      | 9 февраля 2023 |
| Велма и Дафни решают стать парой. Чтобы у Дии прошла амнезия, Велме нельзя расстраивать мать, и она называет свою единокровную сестру своей дочерью от Норвилла. Данфи и Фред, потерявшие популярность, притворяются, что снова встречаются, чтобы попасть на школьную вечеринку. Велма замечает у Ламонта маску сварщика как у серийного убийцы и врывается в дом Роджерсов с полицией, но отец Норвилла оказывается невиновен. Виктория предлагает Дафни работу в её компании. Норвилл ссорится с Велмой, и когда последняя по стечению обстоятельств оказывается в школе — видит, как целуются Фред и Дафни, переживающие за свою репутацию. Туда же приходят Дия с Аманом, и мать Велмы понимает, что её обманывали; это позволяет ей всё вспомнить. |                                                                                           |                   |                                  |                |
| 10 | «The Brains of the Operation» «Мозг операции»                                             | Джина Гресс       | Чарли Грэнди                     | 9 февраля 2023 |
| Дия признаётся, что она серийная убийца. Велма в это не верит. Фред скупает на аукционе её фургон. Дафни получает подсказку в виде карманных часов от своей биологической матери. Велма, поговорив с мамой в камере, понимает, что её загипнотизировали назваться убийцей. Дафни показывает Велме часы, и она вспоминает, как в ночь исчезновения мамы убийца загипнотизировал и её, чтобы у неё появлялись галлюцинации. Норвилл переводится в другую школу подальше от Велмы, а она наконец прослушивает его голосовые сообщения. Затем Велма обнаруживает, что её очки, оставленные ей мамой, и карманные часы, с помощью которых убийца проводил гипноз, сделаны компанией Джонсов. Она спускается в пещеру, отправляя Норвиллу признание в любви, и находит лабораторию, в которой убийца собирается экспериментировать над Фредом и Дафни. Велма связывает его, и это оказывается Виктория, хотевшая пересадить мозг своему сыну-наследнику компании. Она также является дочью генерала, который присвоил себе успехи Эдны Пердью в проекте SCOOBI. Виктория вырывается, и ей помогает загипнотизированный отец Фреда: она решает пересадить мозг Велмы в Фреда, но сыну удаётся освободиться, и тогда Виктория сбегает. Фред преследует её с пистолетом, но она говорит, что в неё вселился призрак Эдны, отбирая оружие. Дафни узнаёт, что Велма влюблена в Норвилла, и тот прибывает в пещеру, отражая выстрел Виктории. На Викторию падает камень, убивая её. После этого жизнь группы меняется, и Велму принимают в детективы. В сцене после титров кто-то убивает шерифа Когбёрна. |                                                                                           |                   |                                  |                |

### Сезон 2(2024)
| № общий | № в сезоне | Название                                                      | Режиссёр          | Автор сценария                 | Дата премьеры  |
| --- | ---------- | ------------------------------------------------------------- | ----------------- | ------------------------------ | -------------- |
| 11 | 1          | «The Mystery of Teen Romance» «Загадка подросткового романа»  | Энн Уокер Фаррелл | Чарли Гранди                   | 25 апреля 2024 |
| Велма обнаруживает труп шерифа Когбёрна, но Дия запрещает ей разгадывать тайны. Помимо этого, Велма также разбирается в своих чувствах к Норвиллу и Дафни. Норвиллу мерещится призрак Виктории из-за его чувства вины. Матери Дафни баллотируются на пост шерифа. В городе поселяется Эмбер, дочь Торн из группы «Ведьмочки». Фред винит Норвилла в смерти своей матери и убеждён, что Виктория действительно была одержима призраком Эдны Пердью. Он становится христианином. В конце эпизода Велма обнаруживает мёртвое тело учителя биологии — мистера Эс. |            |                                                               |                   |                                |                |
| 12 | 2          | «Creaky Friday» «Скрипучая пятница»                           | Мэг Уолдоу        | Дженна Симмонс                 | 25 апреля 2024 |
| В Скрипучую пятницу — традиционный день, в течение которого подростки случайным образом определяются в пары и смазывают дверные петли в городе — Велма подтасовывает жребий, чтобы быть с Фредом, у которого, по её мнению, есть доказательства, касающиеся исчезновения мистера Эс. Фред подозревает Норвилла в убийстве Когбёрна после того, как увидел его в костюме призрака на фотографии с камеры наблюдения в полицейском участке. Однако Норвилл объясняет, что пробрался туда только для того, чтобы забрать дневники своей бабушки и избавиться от галлюцинаций. Тем временем Дафни в паре с Эмбер приходят в морг, где обнаруживают, что у тел Когбёрна и мистера Эс отсутствуют пенисы. Линда признаётся, что разрешила Фреду участвовать в расследовании, и брат Когбёрна — Мерл подслушивает это, решая участвовать в выборах на должность шерифа против Линды и Донны. |            |                                                               |                   |                                |                |
| 13 | 3          | «When Velma Met Money» «Когда Велма познакомилась с деньгами» | Адам Партон       | Элайджа Арон                   | 25 апреля 2024 |
| Велма узнаёт, что её мать и отец Фреда — любовники. Дия обещается разорвать отношения с Уильямом, если Велма выиграет предстоящую научную ярмарку. Норвиллу удаётся избавиться от галлюцинаций с помощью Лолы, и он решает использовать их работу в качестве научного проекта. Однако его побочным эффектом становится бесчувственность. Он просит Велму прислать ему немного испорченной мочи, чтобы он мог пройти тест на наркотики, проводимый Ламонтом, который судит ярмарку и не знает, что его сын не употребляет травку. Дафни решает вести научный проект с Эмбер, хотя рискует потерять старых подружек и популярность в школе. Фред реализует свой проект с тостерами; ему помогает Дия, чья любовь и поддержка нравится ему, чего он не получал от настоящих родителей. Велма выигрывает ярмарку, но её и Уильяма обвиняют в подкупе. Норвилл грубит отцу, и тот оставляет всех после уроков. |            |                                                               |                   |                                |                |
| 14 | 4          | «Seancé» «Сеанс»                                              | Кэл Рэмси         | Рик Уильямс                    | 25 апреля 2024 |
| Дафни начинает вести викканский образ жизни, что раздражает Велму. Норвилл замечает, что его бесчувственность исчезла, но вернулись галлюцинации. Эмбер подозревает, что он одержим призраком Виктории, и решает устроить спиритический сеанс по изгнанию духа. Велма соглашается на это, чтобы разоблачить Эмбер. Тем временем Аман и Ламонт вспоминают свою молодость в школе и приходят к выводу, что им нужно перестать жить прошлым. Эмбер проводит сеанс, в результате чего каждый испытывает разные видения. Велма называет Эмбер обманщицей, предъявляя доказательства, но это только злит Дафни, и они ссорятся. |            |                                                               |                   |                                |                |
| 15 | 5          | «Burning Woman» «Горящая женщина»                             | Мэг Уолдоу        | Стефани М. Джонсон             | 25 апреля 2024 |
| В школьной библиотеке находят мёртвых коронеров. Велма пишет в социальных сетях, что убийцей может быть Эмбер, из-за чего разъяренная толпа угрожает сжечь её. Велма решает не допустить этого и извиняется перед Эмбер за поспешные выводы. Однако блеск от солнца на её очках случайно поджигают кол, но Аман сбивает гидрант и тушит огонь. Тем временем Норвилл вместе с Дафни отправляется в психиатрическую лечебницу, подозревая, что его бабушка всё ещё жива. Доктор Пердью рассказывает, что она скрывалась 30 лет от военных, усовершенствовала проект SCOOBI и удаляла людям мозг из тела, чтобы, пребывая в таком состоянии, они смогли разобраться в себе. Она предупреждает, что мозг умрёт, если его слишком долго оставить без тела. Она помещает свой мозг в тело Дафни, чтобы помочь Лоле и её подругам сделать раствор, позволяющий содержать мозги в банках. |            |                                                               |                   |                                |                |
| 16 | 6          | «Private Velmjamin» «Рядовой Велмджамин»                      | Адам Партон       | Кэти Уодсворт Кирти Харишанкар | 25 апреля 2024 |
| Норвилл и его бабушка в теле Дафни прибывают в школу, чтобы рассказать Велме о происходящем. Пердью просит Велму проникнуть на военную базу, чтобы найти главный ингредиент для мозговых сосудов. Она также общается со своей дочерью, директрисой Роджерс, и её гложет, что та любит, но не уважает свою мать за её отношение к жизни. Велма обнаруживает, что скрытая лаборатория проекта SCOOBI работает и проводит дальнейшие исследования. Однако она не успевает это доказать, потому что лабораторию маскируют. После Пердью раскрывает, что у неё есть нужный ингредиент, и она только обманом заставила Велму войти на базу, чтобы посмотреть, продолжаются ли её исследования. Велма помогает Лоле и её подругам, но Пердью не может вернуться в свое тело из-за того, что мозг Дафни унесли тараканы. Эпизод заканчивается тем, что Фреду, находящемуся на суде, звонит серийный убийца с голосом девушки, и в здание падает труп. |            |                                                               |                   |                                |                |
| 17 | 7          | «Female Utopia» «Женская утопия»                              | Кэл Рэмси         | Джен Чак                       | 25 апреля 2024 |
| Из-за того, что серийный убийца оказался девушкой, Линда и Донна проиграли Мерлу в выборах на пост шерифа, и все женщины города были отправлены в кристальные шахты на два дня. Велме приходится столкнуться с постоянными ссорами Дии и Софи. Тем временем Дафни путешествует по своему разуму вместе со своими биологическими родителями, чтобы выяснить, кто она, и рассказывает, что поцеловалась с Эмбер после ссоры с Велмой. Норвилл понимает, что пребывание рядом с Фредом является причиной его галлюцинаций и рассказывает, что его бабушка жива. Софи и Дия начинают ладить. Велма выясняет, что убийца мог имитировать женский голос с помощью техники. Женщины вспоминают события последних недель и прихлдят к выводу, что все жертвы знали о проекте SCOOBY и вели переговоры с адвокатом, которым оказался Аман. Эпизод заканчивается допросом Амана. Дафни примиряется с Велмой после возвращения в своё тело, но не раскрывает измену. |            |                                                               |                   |                                |                |
| 18 | 8          | «Aman Hunt» «Охота на Амана»                                  | Мэг Уолдоу        | Мосс Перриконе                 | 25 апреля 2024 |
| Во время школьной экскурсии в Сакраменто Аман сбегает из-под домашнего ареста и прячется в автобусе. Прибыв на место, он и Велма вставляют флэшку с данными, где подтверждается, что жертвы работали над проектом SCOOBI, и что один из сотрудников доставлял коллективу неудобства. Во время экскурсии Велма раскрывает, что знала об измене Дафни, но та объясняет, что поцелуя не было, и они прижались друг к другу, чтобы наложить проклятие на Велу, чтобы никто не смог ее любить. Велма считает это романтичным, и они примиряются. Норвилл и Фред также налаживают отношения. Дон сообщает, что домашний арест Амана был сделан в основном для его собственной защиты, поскольку суперсолдат, доставлявший дискомфорт в коллектив проекта SCOOBI, находится на свободе. По дороге домой Велма приходит к выводу, что солдат под кодовым именем «Дядя Скуби» может и не быть человеком, но таинственный зверь сбивает автобус и похищает Велму. В замешательстве Эмбер сообщает, что работает с доктором Пердью. |            |                                                               |                   |                                |                |
| 19 | 9          | «The Real Villain» «Настоящий злодей»                         | Адам Партон       | Грег Галлант                   | 25 апреля 2024 |
| Велму похищает Скрэппи-Ду и убеждает, что он не серийный убийца. Он обвиняет Дона в убийстве коллег, с которыми у него сложились разногласия. Скрэппи отпускает Велму, и они обращаются за помощью к Дафни. Аман делает предложение Софи, а Уильям — Дии. Они решают сыграть двойную свадьбу. Скрэппи просит заманить Дона на мальчишник по этому поводу, и когда тот приходит на него, Скрэппи раскрывает, что всё же является убийцей. Он убил создателей, так как они отвернулись от него, поскольку стали опасаться, так как наделили неуязвимостью. Однако его слабостью как собаки являются шумные пылесосы. Скрэппи позволяет арестовать себя, поскольку рассчитывает на помощь Дяди Скуби. Тем временем Норвилл узнаёт, что Виктория всё же существует в виде призрака. Ему удаётся избавиться от неё, когда она показывается другим. Фред начал проявлять нежность к матери, желая обнять её, но проявление слабостей не нравится Виктории. Она пытается завладеть телом сына, чтобы сделать из него мужчину, но он не позволяет этого, дав отпор, тем самым проявив мужские качества. Виктория радуется, что её сын возмужал, и её уносят в ад другие призраки. |            |                                                               |                   |                                |                |
| 20 | 10         | «Til Death» «До самой смерти»                                 | Энн Уокер Фаррелл | Чарли Гранди                   | 25 апреля 2024 |
| Норвилл уговаривает бабушку вернуть Лоле её тело и остальным девушкам, что она делает. Велма и Дафни на время меняются телами, потому что Дядя Скуби угрожал убить семью первой, если та продолжит расследование. Однако доктор Пердью также признаётся, что помогала Дяде Скуби в обмен на молодое тело. Последний запирает Велму и Дафни, но когда они выбираются, им удаётся его поймать. Дядей Скуби оказывается Софи: она была военной, которую не принимали всерьёз, поэтому она замаскировалась, и тогда коллеги стали прислушиваться к таинственному незнакомству. Однако когда Скрэппи вышел из под контроля, ей пришлось покрывать его, чтобы он не обозлился на неё, как на других. Когда Скрэппи появляется на свадьбе, военные запускают ракету в здание. Велма не выживает и становится призраком. Она вселяется в тело Скрэппи, уничтожая его изнутри. Сезон заканчивается тем, что доктор Пердью не может вернуть душу Велмы в тело, а позади её призрака появляется тёмный дух, желающий забрать её в ад. |            |                                                               |                   |                                |                |

### Специальный эпизод(2024)
| № общий | № в сезоне | Название                                                                               | Режиссёр                | Автор сценария | Дата премьеры  |
| --- | ---------- | -------------------------------------------------------------------------------------- | ----------------------- | -------------- | -------------- |
| 21 | –          | «This Halloween Needs To Be More Special!» «Этот Хэллоуин должен быть более особенным» | Адам Партон, Мег Уолдоу | Чарли Гранди   | 3 октября 2024 |
| По мере приближения Хэллоуина ни одно из заклинаний Эмбер не оказывается достаточно сильным, чтобы оживить Велму. Торн рассказывает, что она передала более мощную магическую книгу в Историческое общество, где сотрудница недавно упала с лестницы и разбилась насмерть. Коллега Эвелин предполагает, что это дело рук призрака Чёрного рыцаря, отвергнутого чудаковатого студента, которого много лет назад выгнали с первой вечеринки «Сексуальный Хэллоуин», и он возвращается, чтобы преследовать её каждый год после того, как его столкнули с обрыва. Банда забирает книгу заклинаний, но воскрешение не срабатывает, так как всем остальным сначала нужно найти и преодолеть свои самые большие страхи. Велма и Дафна вскоре узнают, что призрак по имени Джефф не убийца и считает, что его подставили. В старых ежегодниках говорится, что его убийцами на самом деле были родители подростков, которые, в свою очередь, признаются, что случайно столкнули его со скалы, когда споткнулись, и прогнали его из-за его извращений. Джефф утверждает, что перед падением он слышал шёпот, похожий на тот, что заманил Велму в книгу заклинаний. На вечеринке «Сексуальный Хэллоуин», где выступает Савити, подросткам удаётся преодолеть свои страхи, пока они ищут кого-то в костюме чёрного рыцаря, которым оказывается Эвелин. Она рассказывает, что создала миф о Чёрном Рыцаре, чтобы все боялись её из-за чёрной магии, основанной на страхе, хотя всем удаётся остановить её буйство, ведя себя сексуально. Прежде чем Велма успевает вовремя спастись, Эвелин втягивает Джеффа в свой треугольник, воскрешая его в качестве зомби. Пожертвовав своей душой, Велма нападает на Эвелин, отправляя их обеих в ад, но внезапно она просыпается на своих похоронах, когда Фред использует книгу заклинаний, чтобы воскресить её. Выясняется, что книга заклинаний погрузила Фреда в гипнотический транс. |            |                                                                                        |                         |                |                |

## Производство

Ранний дизайн главных героев (сверху) и финальный (снизу)

В мультсериале были изменены этнические принадлежности персонажей. Велма стала южноазиаткой, Дафна — восточноазиаткой, а Шэгги — чернокожим.
В интервью Entertainment Weekly Минди Калинг, озвучившая в проекте Велму, объяснила, что «сущность Велмы необязательно означает, что она должна быть белой». В отличие от большинства проектов франшизы, в данном сериале не появился персонаж Скуби-Ду в связи с требованиями студии и стремлением создателей к более взрослому подходу к персонажам. Говоря об изменении расы персонажей в интервью Variety, Калинг сказала: «Оригинальный "Скуби-Ду", поклонниками которого мы являемся, также действительно уходит корнями в другую эпоху и отражает культурный ландшафт 60-70-х годов и то, что люди традиционно показывают по телевизору. Просто мне показалось, что если мы можем сделать так, чтобы персонажи были какими угодно, почему бы не сделать что-то новое?».
15 января 2023 года, после премьеры мультсериала, в Твиттере был опубликован ранний дизайн главных героев, отличающийся от финальной версии.

## Реакция
Мультсериал стал самым просматриваемым в день премьеры среди других оригинальных мультсериалов стримингового сервиса HBO Max.
Бриттани Винсент из IGN дала мультсериалу 6 баллов из 10 и назвала Гленна Хоуэртона лучшим Фредом за всю историю франшизы. Даррен Франич из Entertainment Weekly присвоил «Велме» оценку «C». Лиз Шеннон Миллер из Consequence отметила, что «хотя сериал предназначен для взрослых», ему больше подходит рейтинг PG по сравнению с другими проектами. Элизабет Нельсон из The New York Times Magazine считала, что мультсериал деконструирует исходный материал франшизы «Скуби-Ду» настолько агрессивно, что часто становится абразивным.
Мультсериал получил крайне негативные оценки зрителей. На сайте IMDb «Велма» получила зрительскую оценку 1.3 из 10, что сделало мультсериал самым негативно оценённым мультипликационным продуктом на всём сайте. Помимо политических разногласий, тон и юмор «Велмы» также вызвали критику. Шоу было обвинено в трансфобии, расизме, сексуализации персонажей.